# Dewhurst
Dewhurst – miasto w Stanach Zjednoczonych, w stanie Wisconsin, w hrabstwie Clark.